# Chimney
Chimney är en by i civil parish Aston, Cote, Shifford and Chimney, i distriktet West Oxfordshire, i grevskapet Oxfordshire, i England. Byn är belägen 16 km från Oxford. Chimney var en civil parish fram till 1932 när blev den en del av Aston Bampton. Civil parish hade 24 invånare år 1931.